# Флосси (кошка)
Флосси (кошка) — (англ. Flossi; (род. 29 декабря 1995) — четвёртая старейшая подтверждённая кошка-долгожитель на Земле (после Крим Пафф, Рекса Аллена и Скутера), чей возраст был подтверждён Книгой рекордов Гиннесса. В настоящее время она считается старейшей живущей кошкой в мире, а также она является старейшей кошкой в Великобритании, чей возраст был подтверждён. Её возраст составляет 29 лет 191 день что соответствует 140 годам человеческой жизни.
Есть много кошек старше Флосси, но в настоящее время Книга рекордов Гиннесса не подтвердила их возраст, Флосси пока является 4-й старейшей подтверждённой кошкой в мире.

## Биография
Коричнево-чёрная кошка по имени Флосси родилась 29 декабря 1995 года в Лондоне, Великобритания.
Когда Флосси была ещё котёнком, её нашёл на улице врач одной из больниц графства, тогда ей было всего несколько дней, она прожила 10 лет, прежде чем умер её хозяин. Потом Флосси приютила сестра её покойного владельца. Через 14 лет её вторая владелица умерла. Затем она прожила с сыном своей второй владелицы 3 года, прежде чем её доверили волонтерам организации Cats Protection. После этого организация приюта передала её четвертому новому владельцу: Вики Грин. Тогда Флосси было 26 лет. Именно тогда начали распространяться слухи о её невероятном возрасте, когда сотрудники приюта проверяли её документы.
Флосси быстро поладила с новой владелицей, по словам Вики, первые несколько ночей кошка шумела, поскольку не видела в темноте и была озадачена новой обстановкой, но через неделю она спокойно начала спать по ночам на одной кровати с Вики.
Кошка Флосси старше своей владелицы Вики Грин всего на несколько недель. 
Также Вики является помощницей руководителя приюта, у которой есть большой опыт ухода за пожилыми кошками.
10 ноября 2022 года в возрасте 26 лет 316 дней её возраст был официально подтверждён Книгой рекордов Гиннесса.
Вики Грин, владелица Флосси, сказала, что кошка глуха и имеет слабое зрение, но она по-прежнему ласкова и играется, несмотря на свой почтенный возраст, который составляет 29 лет 191 день, который равняется 120-ти человеческим годам. В настоящее время эта кошка считается 4-й старейшей кошкой в мире после (Крима Пафф, Рекса Аллена и Скутера), а также старейшей живой кошкой в мире.